# Art Nehf
Arthur Neukom Nehf (né le 31 juillet 1892 à Terre Haute, Indiana, États-Unis et décédé le 18 décembre 1960 à Phoenix, Arizona, États-Unis) est un lanceur gaucher de baseball qui évolue dans les Ligues majeures de 1915 à 1929.
Gagnant de 184 matchs en carrière, il joue 4 années de suite en Série mondiale de 1921 à 1924, remportant le titre avec les Giants de New York les deux premières années. Il est le dernier joueur de l'histoire du baseball majeur à être le lanceur gagnant d'un dernier match de Série mondiale deux années consécutives.

## Carrière
Art Nehf maintient une moyenne de points mérités de 3,20 durant sa carrière de 15 saisons dans les Ligues majeures. Il remporte 184 victoires contre 120 défaites en 451 matchs, dont 320 comme lanceur partant. Le gaucher réussit 844 retraits sur des prises, lance 181 matchs complets et 27 blanchissages. Joueur de petite stature, Nehf mesurait environ 5′ 9″ (1,75 m) pour 175 lb (80 kg) et fut snobé pour cette raison en début de carrière, avant d'être recruté par les Braves de Boston, pour qui il amorce sa carrière dans les majeures en 1915. Il mène la Ligue nationale en 1918 avec 28 matchs complets. Sa moyenne durant ses années à Boston ne dépasse jamais les 2,69 points mérités accordés par partie. En 1916 elle n'est que de 2,01 mais en 121 manches lancées, tandis qu'en 1917 elle se chiffre à 2,16 en 233 manches et un tiers de travail.
Il est transféré aux Giants de New York durant la saison 1919. Les Giants versent alors aux Braves une somme de 55 000 dollars US, la plus élevée payée jusque-là pour un joueur de baseball. Nehf évolue avec les Giants jusqu'en 1926 et vit avec eux les meilleures années de sa carrière. Il remporte 21, 20 et 19 victoires en saison régulière, respectivement, de 1921 à 1923. À sa première saison chez les Giants, campagne amorcée chez les Braves, sa moyenne de points mérités ne s'élève qu'à 2,49.
Nehf lance en Série mondiale quatre années de suite avec les Giants, qui sont champions en 1921 et 1922, mais s'inclinent en finale en 1923 et 1924. Il est particulièrement efficace sur le terrain de ses adversaires, réussissant sur ces 4 années à blanchir l'opposition pendant 24 manches consécutives à l'étranger. Cette séquence réalisée sur le terrain des Yankees de New York de 1921 à 1923 puis et des Senators de Washington en 1924 est un record des majeures qui tient 90 ans avant d'être battu en 2014 par Madison Bumgarner. Il remporte son duel sur Walter Johnson, des Senators, en lançant un match complet historique de 12 manches le 4 octobre 1924, en ouverture à Washington d'une Série mondiale ultimement perdue par les Giants Lanceur gagnant des derniers matchs des Séries mondiales de 1921 et 1922, chaque fois contre les Yankees, Nehf est le dernier joueur de l'histoire à réussir la chose. En carrière en Série mondiale, Nehf a maintenu une moyenne de points mérités de 2,16 en 79 manches lancées, avec 4 victoires, 4 défaites, 6 matchs complets et deux blanchissages en 9 départs et 3 apparitions en relève. Avec les Cubs de Chicago, il est du côté perdant dans la Série mondiale 1929 remportée par les Athletics de Philadelphie. Il joue donc le dernier match de sa carrière le 12 octobre 1929, dans l'avant-dernière rencontre de cette finale. Jusqu'en 2014, Nehf est le deuxième lanceur comptant le plus de départs en séries éliminatoires pour la franchise des Giants, avec deux de moins que les 11 de Christy Mathewson.
Le contrat d'Art Nehf est acheté par les Reds de Cincinnati quelques semaines après le début de la saison 1926. L'année suivante, il rejoint les Cubs de Chicago, avec qui il complète sa carrière. Même si ses meilleures années sont alors derrière lui, il réalise une très belle saison en 1928 pour les Cubs avec 13 victoires, 7 défaites, 10 matchs complets, deux blanchissages et une moyenne de points mérités de 2,65.
À l'attaque, Nehf a maintenu une moyenne au bâton de ,210 avec 192 coups sûrs, 8 circuits, 90 points marqués et 76 points produits en carrière. Il frappe 3 coups sûrs dans un match de Série mondiale en 1924 et était le dernier lanceur à réussir la chose en finale jusqu'à la performance similaire d'Orel Hershiser en 1988.
Père d'une fille et de deux fils avec son épouse Elizabeth, Nehf s'éteint à Phoenix, en Arizona, des suites d'un cancer le 18 décembre 1960 à l'âge de 68 ans.
Le terrain de baseball du Rose-Hulman Institute of Technology (en) (anciennement Rose Polytechnic Institute), un collège privé de Terre Haute en Indiana, est nommé en l'honneur d'Art Nehf, qui est originaire de cette ville et a fréquenté cette école.